# Sobraltunnel
De Sobraltunnel is een tunnel voor het wegverkeer op de Portugese autosnelweg A22 nabij Porches, in het Portugese district Faro. De tunnel bestaat uit twee tunnelkokers en heeft een lengte van 41 m.